# Garðar Thór Cortes

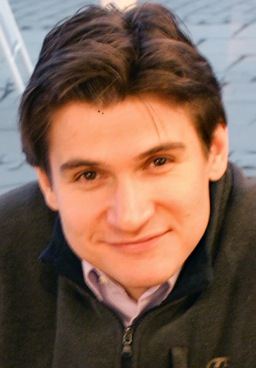
Garðar Thór im Akureyri, Island (2007)

Garðar Thór Cortes (* 2. Mai 1974 in Reykjavík) ist ein isländischer Tenor und Schauspieler. Dem deutschsprachigen Publikum ist er vor allem als Nonni in der ZDF-Weihnachtsserie Nonni und Manni aus dem Jahr 1988 sowie als "Phantom" im Hamburger Musical Liebe stirbt nie bekannt.

## Biografie
Garðar entstammt einer sehr musikalischen Familie, seine Mutter ist Pianistin, sein Vater ist ein bekannter Tenor und Dirigent sowie Mitbegründer der isländischen Oper. Im Alter von 13 Jahren sammelte Garðar bereits TV-Erfahrung in der ZDF-Weihnachtsserie Nonni und Manni, eine richtige Schauspielkarriere strebte er allerdings nicht an. Seine Leidenschaft war und ist die Musik.
- von 1993 bis 1997 studierte er am Musik College seines Vaters Reykjavík School of Singing Gesang
- von 1997 bis 1998 an der Hochschule für Darstellende Kunst und Musik in Wien Gesang und Kornett
- Privatunterricht bei Professor André Orlowitz in Kopenhagen
- von 2000 bis 2002 Studium an der Royal Academy of Music in London.

Mit seinem Tenor deckt er ein reichhaltiges Gebiet von Oper über Oratorium, Musicals und Popmusik ab. Seine Liebe gilt aber der klassischen Musik, vor allem der Oper.
Von Oktober 2015 bis September 2016 war er in der Rolle des Phantoms der Oper im Musical Liebe stirbt nie in Hamburg zu sehen.

## Filmografie
- 1988: Nonni und Manni (Fernsehserie)

## Diskografie
- 2007 – Album: Cortes
- 2008 – Album: When You Say You Love Me